# Western Federation of Miners

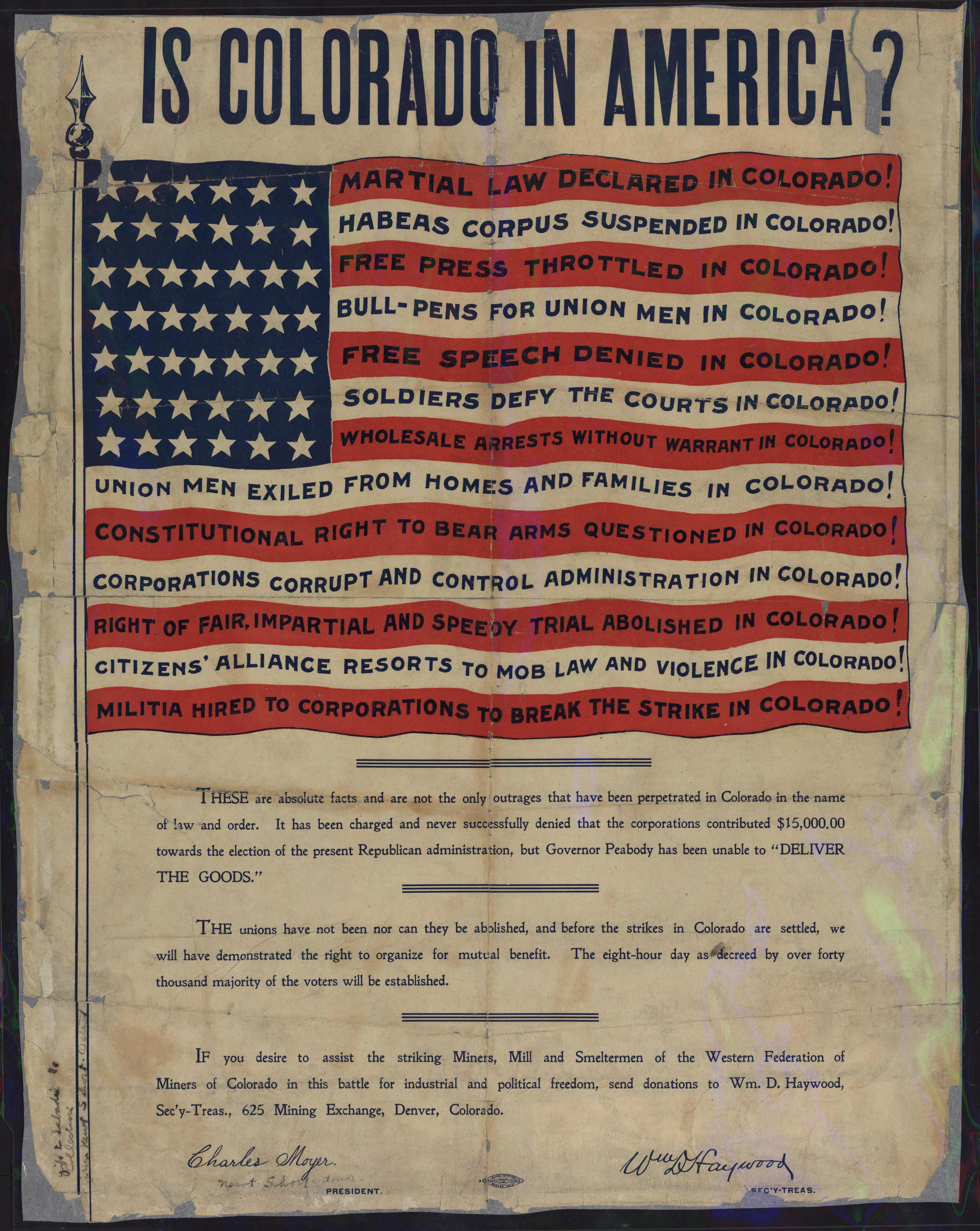
Flugblatt der Western Federation of Miners, 1904

Die Western Federation of Miners (deutsch: „Westliche Föderation der Bergarbeiter“) war eine Gewerkschaft in den USA.

## Gründung
Bei einem Streik der Bergarbeiter in Coeur d’Alene in Idaho im Jahr 1893 besetzten die Arbeiter mehrere Bergwerke, um den Einsatz von Streikbrechern zu verhindern. Auf Initiative des Gouverneurs Frank Steunenberg entsandte Präsident Harrison Bundestruppen in den Ort, denen es gelang, die Besetzer zu vertreiben und den Streik zu brechen. Sie verhafteten etwa 500 Arbeiter und sperrten sie in bull pens, stacheldraht- und palisadenumzäunte Gehege für Ochsen. Die meisten wurden freigelassen und konnten den Streik danach siegreich beenden. Die eingestellten Streikbrecher wurden entlassen und die Streikenden wieder eingestellt. Der Oberste Gerichtshof kassierte das Urteil gegen vier Arbeiter wegen „Verschwörung“, woraufhin diese ebenfalls freikamen. Neun Arbeiter wurden jedoch wegen „Missachtung des Gerichts“ zu Haftstrafen zwischen vier und neun Monaten verurteilt. Weil sie zu der Auffassung gelangten, dass nur eine einheitlich strukturierte Gewerkschaft der Macht der Bergwerksbesitzer etwas entgegensetzen könne, gründeten diese neun nach ihrer Freilassung die Western Federation of Miners. Sie wurde zu einer der militantesten Gewerkschaften in der Geschichte der USA.

## Entwicklung
Die WFM rekrutierte ihre Mitglieder hauptsächlich unter Bergleuten in Utah, Colorado, Montana, Idaho, Nevada und South Dakota. Aufgrund ihrer rauen Lebens- und Arbeitsbedingungen und der meist gewaltsamen Gegenwehr von Unternehmern, Milizen, Gangstern und Banden radikalisierten sich die Mitglieder schnell. Arbeitskämpfe nahmen die Form eines Klassenkrieges an, auch weil die Bergarbeiter mit Waffen und Dynamit umgehen konnten. Zu den spektakulärsten Auseinandersetzungen gehörten die wiederholten Arbeitskämpfe in Coeur d’Alene, zwei Streiks in Cripple Creek, die Streiks in Leadville 1896 und in Goldfield
1908. Die Mitgliedschaft wuchs von zunächst einigen Tausend Mitgliedern in 15 Ortsgruppen bis 1910 auf fast 45.000 Mitglieder in 177 Ortsgruppen. Die WFM war damals in 13 US-Bundesstaaten sowie in Kanada, Alaska und British Columbia vertreten. Sie gab eine Zeitung heraus, das „Miner’s Magazine“. Mitglied werden konnte jeder, der in den Betrieben, für die sie zuständig war, arbeitete. Außerdem bemühte sie sich auch um die Einbeziehung von Indianern und spanischsprachigen Bewohnern des amerikanischen Südwestens. 1896 schloss sie sich der American Federation of Labor (AFL) an, die sie zwei Jahre später verließ, um die Western Federation of Labor zu begründen.
1905 unterstützte sie die Gründung der Industrial Workers of the World. Ihr Schatzmeister, „Big Bill“ Haywood, wurde deren erster Vorsitzender. Haywood und der WFM-Vorsitzende Charles Moyer wurden 1906 in Boise wegen der Ermordung Steunenbergs angeklagt, der am 30. Dezember 1905 durch eine vor seinem Hauseingang gezündete Bombe getötet worden war. Die Anklage gegen Moyer wurde ein halbes Jahr später fallengelassen, Haywood wurde freigesprochen.
1907 trennte sich die WFM von den IWW und vereinigte sich 1916 erneut mit der AFL. Sie veränderte aus diesem Grund ihren Namen in International Union of Mine, Mill and Smelter Workers (IUMMSW). In den 1930er Jahren arbeitete sie im Congress of Industrial Organisations mit, aus dem sie 1950 ausgeschlossen wurde. Im gleichen Jahr organisierte sie noch einen Streik in New Mexico. Die Geschichte der Gewerkschaft endete 1967 mit der Verschmelzung mit den United Steelworkers of America.